# Piotr Małachowski (wojewoda krakowski)
Piotr Małachowski herbu Nałęcz (ur. 1730, zm. 1799) – heraldyk, wojewoda krakowski w 1782 roku, kasztelan wojnicki  w 1780 roku, marszałek Trybunału Głównego Koronnego w Piotrkowie w 1778 roku, starosta oświęcimski i przedborski, konsyliarz konfederacji księstw oświęcimskiego i zatorskiego w 1767 roku.
Syn Adama Leona Małachowskiego i Anny Teofili Rosnowskiej.

## Historia
Był posłem z księstw oświęcimskiego i zatorskiego na sejm 1758 roku. Poseł księstw oświęcimskiego i zatorskiego na sejm konwokacyjny 1764 roku. Marszałek konfederacji radomskiej Księstw Oświęcimskiego i Zatorskiego. W załączniku do depeszy z 2 października 1767 roku do prezydenta Kolegium Spraw Zagranicznych Imperium Rosyjskiego Nikity Panina, poseł rosyjski Nikołaj Repnin określił go jako posła wątpliwego dla realizacji rosyjskich planów na sejmie 1767 roku, poseł księstw oświęcimskiego i zatorskiego na sejm 1767 roku. Deputat krakowski na Trybunał Główny Koronny w 1779 roku. Był członkiem konfederacji Sejmu Czteroletniego.  Figurował na liście posłów i senatorów posła rosyjskiego Jakowa Bułhakowa w 1792 roku, która zawierała zestawienie osób, na które Rosjanie mogą liczyć przy rekonfederacji i obaleniu dzieła 3 maja. Był konsyliarzem konfederacji generalnej koronnej w  konfederacji targowickiej.
Autor wartościowej – bo opartej m.in. na Metrykach Koronnych i Wołyńskich, statucie litewskim i I statucie mazowieckim, II statucie mazowieckim oraz konstytucjach sejmowych – publikacji heraldycznej "Zbiór Nazwisk Szlachty z Opisem Herbów własnych Familiom zostającym w Królestwie Polskim, i Wielkim Xięstwie Litewskim", wydanej w Łucku w 1790 roku (poszerzona reedycja Lublin 1805). 
Odznaczony Orderem Orła Białego w 1780, a także był kawalerem orderu św. Stanisława. Należały do niego wsie Czaniec i Harmęże oraz przylegające do nich dóbra ziemskie.